# Argyrátika
Argyrátika (grec moderne : Αργυράτικα) est une localité située dans le dème de Corfou-Centre et des îles Diapontiques, dans le district régional de Corfou, dans la périphérie des îles Ioniennes, en Grèce.
Selon le recensement de 2021, elle compte 21 habitants.